# 乌克兰中心主义
乌克兰中心主义（烏克蘭語：Український центризм）是一种世界观和哲学立场、政治和社会经济概念，其中心假设是在乌克兰国家内的历史、文化、经济和社会问题上找到并妥协，巩固乌克兰社会和人民的运动。此外，它也是人民公仆党的官方意识形态。

## 思想观念
乌克兰中心主义作为乌克兰国内政治载体的基础是在对乌克兰的载体和未来有不同世界观的乌克兰不同人口群体之间寻求妥协，从而围绕核心价值观团结整个乌克兰人民并尊重不同群体之间对立的地方价值观。
此外，地缘政治中心主义的概念有时会被添加到乌克兰中心主义中。在乌克兰中心主义框架内的这一立场的支持者认为，乌克兰所有胜利的主要基础一直是其自身国家发展道路的理念，而不是质疑与邻国加入各种军事政治集团。这些邻国一直在尝试在乌克兰实现自己的利益。这适用于乌克兰的西部和东部课程。例如，俄罗斯进入立陶宛大公国。后来，英联邦将乌克兰的民族认同和乌克兰东正教拉平为主要的乌克兰民族认同，以及博赫丹·赫梅利尼茨基就佩列亚斯拉夫委员会的结果就乌克兰与俄罗斯的军事联盟达成的结论为消除乌克兰作为一种历史现象的历史现象开辟了直接道路。